# Angelika Böck
Angelika Böck (* 17. Februar 1967 in München; † 30. April 2023 in München) war eine deutsche bildende Künstlerin und Kunsttheoretikerin. Sie wurde bekannt für ihre interdisziplinäre Arbeit an der Schnittstelle von Kunst und Ethnologie.

## Ausbildung und Karriere
Angelika Böck studierte von 1986 bis 1992 Innenarchitektur und von 1992 bis 1998 Bildhauerei an der Akademie der Bildenden Künste in München. 2019 promovierte sie an der Technological University Dublin zum Dr. phil.

## Künstlerische Arbeit
Böcks künstlerische Praxis ist stark von ethnologischen Methoden beeinflusst. In ihren Projekten setzt sie sich oft mit Themen wie Wahrnehmung, Identität und interkultureller Kommunikation auseinander. Ein wiederkehrendes Element in ihrer Arbeit ist die Kombination von Fotoporträts mit Audioaufnahmen oder Texten der porträtierten Personen.

## Ausstellungen (Auswahl)
- 2004: "StillePost", Staatliches Museum für Völkerkunde München (heute: Museum Fünf Kontinente)
- 2007: "Imagine Me", Deutsches Haus, Sana’a
- 2009: "talk love talk", Saarländisches Künstlerhaus, Saarbrücken
- 2021: "Andernorts", Städtische Galerie Traunstein

## Auszeichnungen und Stipendien
- 2020: Falkenrot Preis, Künstlerhaus Bethanien, Berlin
- 2009: Residenzstipendium, Deutsches Studienzentrum Venedig
- 1999: Arbeitsstipendium, Konrad-Adenauer-StiftungBöck hatte zahlreiche Artist-in-Residence-Aufenthalte, unter anderem in der Schweiz, Malta, Australien und Malaysia.

## Mitgliedschaften
Angelika Böck war Mitglied mehrerer Berufsverbände, darunter der Deutsche Künstlerbund, der Berufsverband Bildender Künstler (BBK) und die Gesellschaft für Künstlerische Forschung in der Bundesrepublik Deutschland (GKFD).